# Thenjiwe Nkosi
Thenjiwe Niki Nkosi, née en 1980 à New York où ses parents vivaient en exil, est une artiste sud-africaine, revenue en Afrique du Sud en 1992.

## Biographie
Elle est née en 1980 à New York. Sa mère est d’origine gréco-américaine, dont la famille s’est exilée à la suite de l’invasion de leur pays par les nazis. Son père est sud-africain. Ses parents, militants contre l’apartheid, ont été contraints de quitter l’Afrique du Sud où ils s'étaient installés, et de gagner les États-Unis.
En 1992, elle revient avec ses parents en Afrique du Sud, alors que Nelson Mandela a été libéré et qu’une transition vers une démocratie multiraciale s’amorce. Elle termine cependant ses études en Amérique du Nord,  à l’Université Harvard et à la School of Visual Arts à New York, quelques années plus tard.
Elle vit ensuite à Harare et Johannesburg, puis occupe un atelier aux Bag Factory Artists’ Studios, des locaux et un lieu  d’exposition géré par une association artistique de Johannesburg.
Elle travaille également avec des artistes de Messina, à la frontière avec le Zimbabwe, sur différents projets artistiques collaboratifs. En 2012/2013, elle est en résidence artistique au Frac des Pays de la Loire à Nantes dans le cadre des XXVIIe Ateliers internationaux  et des Saisons Afrique du Sud, puis en 2015, à l’Iwalewahaus, à Bayreuth, associée dans ses deux résidences à une autre artiste, la botswanaise Pamela Phatsimo Sunstrum.
Ces créations utilisent différents supports, peinture, vidéo, film et installation, et font souvent référence aux thèmes de la mémoire collective et familiale, de l’origine,ou de l’exil .
Ainsi, la série Heroes, élaborée à la suite de la mort de Nelson Mandela fin 2013, et présentée dans plusieurs expositions dont celle de la Fondation Vuitton à Paris en 2017, est composée d'une série de portraits, à plat, qui paraissent très simples. Ce sont des figures un peu oubliées de la lutte contre l’apartheid, mais aussi des héros de la société post-apartheid, tels le footballeur Jabu Mahlangu, mais aussi par exemple le chauffeur de taxi et immigré mozambicain tué par la police Emidio Macia, ou Anene Booysen, une jeune femme de 17 ans victime d’un viol et d’un meurtre qui ont révolté le pays, ou encore la militante féministe américaine Audre Lorde, ou la germano-ghanéenne May Ayim. « Qui devient un héros, qui doit être mémorisé? Qui obtient ce statut qui leur est accordé et mes héros sont-ils pertinents »,. La mort de Nelson Mandela, dont l'incarcération été régulièrement évoquée par ses parents durant l'exil, marque la fin d'une époque. C’est aussi une réflexion sur ses valeurs, sur les combats à mener dans une certaine fidélité aux combats de ses parents, et une réflexion sur la  « fabrication «  des héros,.